# Gare de Banassac – La Canourgue
Gare de Banassac - La Canourgue – stacja kolejowa w Banassac, w departamencie Lozère, w regionie Oksytania, we Francji. Obecnie jest zarządzana przez SNCF (budynek dworca) i przez RFF (infrastruktura).
Została otwarta w 1883 r. przez Compagnie des chemins de fer du Midi et du Canal latéral à la Garonne.
Stacja jest obsługiwana przez pociągi Intercités i TER Languedoc-Roussillon.

## Położenie
Znajduje się na Béziers – Neussargues w km 605,561, pomiędzy stacjami Campagnac - Saint-Geniez i Le Monastier.

## Linie kolejowe
- Béziers – Neussargues